# Yōsei

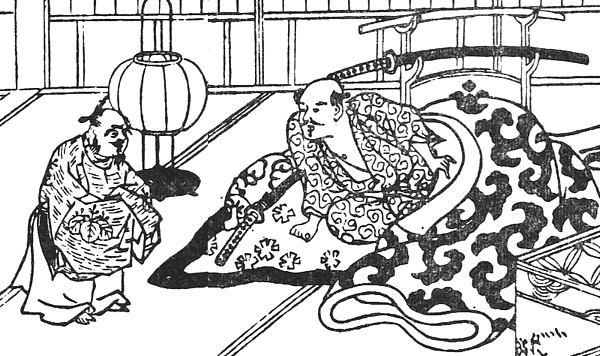
Ilustración de un Zashiki-warashi, un espíritu muchas veces asociado con un yōsei.

Yōsei (妖精 lit. «espíritu fascinante o maravilloso»?) es el término japonés utilizado para referirse a un hada (フェアリー). Hoy en día, el término es generalmente usado para referirse a espíritus pertenecientes a leyendas occidentales, pero ocasionalmente también puede denotar a una criatura del folclore japonés. Por ejemplo, según una antigua creencia popular en la Prefectura de Iwate, alguna vez se temió que un yōsei pudiera resucitar a los muertos. También se menciona que la gente del monte Hōrai son pequeñas hadas que no tienen conocimiento del mal, y por lo tanto sus corazones nunca envejecen. La tribu Ainu también cuenta con una raza de gente pequeña conocida como Koro-pok-guru en su folclore. Otras criaturas similares a hadas en Japón es el Kijimuna, espíritus de los árboles presentes en la religión Ryukyuan de Okinawa.